# Provincial Osorno
Der Club de Deportes Provincial Osorno ist ein chilenischer Fußballverein aus Osorno. Der Verein wurde 1983 gegründet und trägt seine Heimspiele im Estadio Rubén Marcos Peralta aus, das bis zu 10.800 Zuschauern Platz bietet. Provincial Osorno spielt derzeit in der Segunda División, der dritthöchsten Spielklasse in Chile.

## Geschichte
Der Verein Club Deportes Provincial Osorno wurde am 5. Juni 1983 in der Stadt Osorno, mit heutzutage etwa 160.000 Einwohnern im Süden Chiles gelegen, gegründet. Der Klub entstand aus einer Fusion diverser kleiner Vereine der Stadt. Relativ schnell gelang es dem neu gegründeten Verein, sich an die oberen Ligen des chilenischen Vereinsfußballs heranzuarbeiten. Unter Trainer Guillermo Yávar belegte das Team den ersten Platz in der Segunda División 1990 durch einen 1:0-Finalsieg gegen Coquimbo Unido und schaffte zum ersten Mal in der gerade einmal siebenjährigen Vereinsgeschichte den Aufstieg in die Primera División, Chiles höchste Spielklasse im Fußball. Dort musste jedoch gleich der direkte Wiederabstieg hingenommen werden. Mit Platz neunzehn wurde der Klassenerhalt um vier Punkte gegenüber Universidad de Chile verpasst.
Nach dem Wiederabstieg in die zweite Liga dauerte es nur ein Jahr, bis Provincial Osorno die Rückkehr in die Erstklassigkeit sicherstellen konnte. Mit zehn Punkten Vorsprung auf das zweitplatzierte Deportes Iquique gelang dies sogar mehr als souverän. Und diesmal schaffte es Provincial Osorno auch, sich in der Primera División zu etablieren. Von 1993 bis 1998 folgte nun eine Periode von sechs Jahren ununterbrochenem Erstligafußball in Osorno. Die beste Platzierung in dieser Ära erzielte der Verein in der Saison 1996, als man in der Primera División den sechsten Platz belegte und nur um vier Zähler gegenüber Universidad de Chile an der Qualifikationsrunde zur Copa Libertadores vorbeischrammte. Danach ging es jedoch wieder abwärts, die Leistungen von Provincial Osorno wurden immer schlechter, sodass als logisches Resultat der Abstieg aus der ersten Liga im Jahr 1998 stand. In Relegationsspielen war das Team Santiago Morning unterlegen. Ein Jahr später gelang aber die sofortige Rückkehr ins chilenische Fußballoberhaus, nachdem in Playoff-Spielen CD Cobresal mit 7:5 nach Hin- und Rückspiel bezwungen hatte. Allerdings musste man nach nur einem Jahr wieder den Abstieg hinnehmen. Mit acht Punkten Rückstand auf den ersten Nichtabstiegsplatz, belegt von Deportes Puerto Montt, fiel die Angelegenheit diesmal ganz klar aus.
Nach dem Abstieg aus der Primera División versank Provincial Osorno erstmal für acht Jahre in der zweiten Liga. Erst zur Saison 2008 schaffte man die Rückkehr in die höchste Spielklasse, aus der man jedoch sogleich wieder abstieg. Danach rutschte Osorno nicht nur in die zweite, sondern wenig später auch in die dritte Liga Chiles, ab. 2012 musste Provincial Osorno aus der zweitklassigen Segunda División aufgrund erheblicher finanzieller Schwierigkeiten zwangsabsteigen. Der Verein wurde neu gegründet, ein Neustart erfolgte in der Amateurliga Osornos. Aus dieser Spielklasse stieg Provincial Osorno 2013 wieder in die Cuarta División, die fünfte chilenische Liga, auf. 2015 und 2016 konnte das Team von Provincial Osorno zwei Aufstiege infolge feiern und so spielten 2017 in der dritten Liga, der Segunda División, aus der Osorno aber direkt wieder zurück in die Viertklassigkeit abstieg. In der Saison 2022 gelang Osorno als Tabellenzweiter nach fünf Jahren Abwesenheit wieder der Aufstieg in die Segunda División.

## Erfolge
- Chilenische Zweitligameisterschaft: 3× (1990, 1992, 2007)

## Bekannte Spieler
- Daniel Morón, gewann mit Colo-Colo Santiago 1991 als erster chilenischer Klub überhaupt die Copa Libertadores, zudem lange bei Unión de Santa Fe, 1995 für ein Jahr in Osorno unter Vertrag
- Washington Olivera, uruguayischer Angreifer der großen Mannschaft von CD Cobreloa in den frühen Achtzigern, ferner bei Nacional Montevideo und den Montevideo Wanderers, 1985 ein Jahr bei Provincial Osorno
- Francisco Silva, gegenwärtiger Akteur von CA Osasuna in Spanien, zuvor lange Jahre bei Universidad Católica, von dort aus 2007 ein Jahr lang an Provincial Osorno ausgeliehen
- Esteban Valencia, 48-facher chilenischer Internationaler in den 1990er Jahren, verbrachte viele Jahre bei Universidad de Chile, 1993 für ein Jahr vom Hauptstadtverein zu Provicial Osorno ausgeliehen

## Trainer
- Jaime Ramírez (1983–1984)
- Guillermo Yávar (1989–1991, 1993, 2002)
- Antonio Angelillo (1994)
- Washington Olivera (2002)
- Marcelo Trobbiani (2005)